# 蒙戈河 (喀麥隆)
4°33′21″N 9°31′22″E / 4.555833°N 9.522778°E

蒙戈河（法語：Moungo），是喀麥隆的河流，河道全長150公里，流域面積4,200平方公里，流經沿岸的平原，最終注入紅樹林沼澤，該河是濱海區和西南區接壤的邊界。